# Louis Marie Turreau
Louis Marie Turreau de Lignières o de Linieres, llamado Turreau de Garambouville (Évreux, 4 de julio de 1756-Conches-en-Ouche, 10 de diciembre de 1816), fue un general de la Revolución francesa conocido por haber organizado y liderado a las Colonnes infernales, «columnas infernales», durante la Guerra de la Vendée, masacrando a decenas de miles de civiles en la región. 

## Primeros años
Su padre, Claude Louis Turreau de Lignières (1712-1787), era procurador fiscal del condado de Évreux y más tarde alcalde de la ciudad. Su madre fue Marie-Anne Le Pêcheur, casada desde 1750 con Claude Louis. Gracias a su condición nobiliaria pudo disfrutar de ciertos privilegios. En 1789 era un ferviente revolucionario que se benefició siendo alcalde de Rowing comprando la abadía de Conches.  
Casado en 1780 con Louise Caillou, tuvieron dos hijos varones sin descendencia y dos hijas (Estelle y Cariste) casadas. En una relación extramatrimonial con Victorine Florentine Delhomme tuvo una hija llamada Euphrasine. Divorciado en 1794, volvió a casarse un año después con Marie Angélique Lequesne (1767-1828). Tiene cuatro hijos (Emma, Jean Joseph, Edouard Henri Théodore y Auguste Pierre) y una hija (Alexandrine). En 1797 adoptó a un huérfano llamado Émile Babeuf, hijo del periodista y escritor François Émile Babeuf (1760-1797).

## Revolución francesa

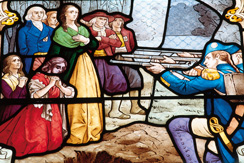
Matanza cometida por las tropas de Turreau.

Antes de la revolución no tenía experiencia militar real, desempeño papeles supernumerarios y guardespalda del comte, «conde», de Artois, Carlos de Borbón (1757-1836). Se enrola en la Guardia Nacional de Conches en julio de 1792. En septiembre es nombrado teniente coronel del 3er. batallón de Voluntarios y combate en las fronteras septentrionales. Coronel en noviembre, pasa al ejército de Mosela.
En junio de 1793 se une al ejército de la costa de La Rochelle. Combate en la Guerra de la Vendée por dos meses hasta que es elevado a comandante del ejército de los Pirineos occidentales, sin embargo, el 27 de noviembre es puesto al mando del Ejército del Oeste. Entre tanto, el Ejército Católico y Real acababa de ser aplastado en el giro de la galerna. 
Encargado por el gobierno revolucionario para suprimir el levantamiento, lo hace con la mayor brutalidad posible. Entre el 21 de enero y el 17 de mayo de 1794 asesina a unos 20.000 a 40.000 habitantes de la Vandea.
Nombrado gobernador de Belle-Île-en-Mer el 20 de mayo, es arrestado el 28 de septiembre. Durante su encarcelamiento escribe sus Mémoires pour servir à l’histoire de la Vendée. Negada la amnistía que pedía el 26 de octubre de 1795 finalmente fue absuelto por un tribunal militar el 19 de diciembre aduciendo que él sólo cumplía órdenes en la Vandea. En 1797 vuelve al servicio activo en el ejército del Sambre y Mosa.

## Últimos años
Durante el Consulado es enviado a la cabeza del ejército del Danubio que ocupa Suiza. Entre 1803 y 1811 es embajador en Estados Unidos y después comandante de varios fuertes. El 13 de marzo de 1812 es nombrado barón del Imperio napoleónico. En 1814 se somete a Luis XVIII de Francia. Durante los Cien Días escribe Mémoire contre le retour éphémère des hommes à privilèges y en la Restauración bórbonica no sufre persecución alguna. Beneficiado con la Cruz de Saint-Louis, muere antes de la ceremonia de entrega. 
Según el historiador francés Gérard Walter (1896-1974) era: «el nombre que deshonra el lado este del Arco de Triunfo de París».